# Joseph-Daniel Guigniaut
Joseph-Daniel Guigniaut (Paray-le-Monial, 15 maggio 1794 – Parigi, 13 marzo 1876) è stato un grecista francese.
Ha contribuito a diffondere in Francia i grandi lavori condotti nel XIX secolo in Germania riguardo alla mitologia classica.

## Biografia
Allievo della Scuola normale superiore di Parigi, è nominato professore nel 1815 al Lycée Charlemagne, poi "maître d'études" all Scuola normale superiore di Parigi, di cui diventa direttore nel 1830 e alla quale fa restituire il nome imperiale che aveva al momento della sua creazione, nel 1809. Nel 1837 lascia questa posizione e viene eletto membro dell'Académie des Inscriptions et Belles-Lettres, dove succede a Joseph Van Praet, e di varie commissioni di cui redige i rapporti. Tra il 1846 e il 1850 è membro, poi Segretario generale, del Consiglio reale per l'Istruzione pubblica. Nel 1849 si presenta inoltre al concorso per l'attribuzione di una cattedra di Lettere. Assunto l'incarico presso il Collège de France in seguito a Jules Michelet nel 1854, vi occupa la cattedra di Storia e Morale dal 1857 al 1862.
L'opera maggiore di Guigniaut fu la traduzione ed edizione del lavoro di Georg Friedrich Creuzer sulla mitologia antica, apparso in dieci volumi tra il 1825 e il 1851 sotto il titolo "Religions de l'antiquité considérées principalement dans leurs formes symboliques et mythologiques"(Religioni dell'antichità considerate principalmente nelle loro forme simboliche e mitologiche). Fra le sue altre pubblicazioni si conta una nuova edizione riveduta e completata della Galérie Mythologique di Aubin-Louis Millin de Grandmaison, così come svariate collaborazioni, tra cui quelle alla raccolta Recueil des historiens des Gaules et de la France pubblicata in 24 volumi tra il 1738 e il 1904, a un'antologia di Poètes moralistes de la Grèce pubblicata nel 1892, all’Encyclopédie des gens du monde di Artaud de Montor e alla Biographie universelle di Louis-Gabriel Michaud.
Joseph-Daniel Guigniaut ebbe per il resto un ruolo fondamentale nella fondazione dell'École française d'Athènes, nel 1846. Fu inoltre Ufficiale della Legion d'Onore, presidente della Société de Géographie nel 1856 e membro dell'Istituto archeologico di Roma.

### Fonti
- Gustave Vapereau, Dictionnaire universel des contemporains, vol. I, 1858, p. 808